# Robert Debré
Pour les articles homonymes, voir Famille Debré.
Robert Debré, né à Sedan le 7 décembre 1882 et mort au Kremlin-Bicêtre le 29 avril 1978, est un médecin français, pionnier de la pédiatrie et résistant durant la Seconde Guerre mondiale. Il est aussi à l'origine de la réforme universitaire de 1958 et de la création des CHU en France. Selon l'hématologue et académicien Jean Bernard, il fut « pendant quarante ans, dans le monde, l'un des plus grands, probablement le plus grand pédiatre de son temps. Des centaines de milliers d'enfants lui doivent la vie, soit qu'il les ait soignés lui-même, soit que ses élèves les aient soignés, soit que ses travaux aient inspiré les traitements salvateurs. Il transforma la pédiatrie sentimentale, empirique, inefficace [du début du XXe siècle] en une discipline active, rigoureuse, solidement fondée sur la biochimie et la génétique ».
Il est le père de l'homme politique Michel Debré et du peintre Olivier Debré, et le grand-père des hommes politiques Jean-Louis Debré et Bernard Debré et de l'immunologiste Patrice Debré.

## Biographie

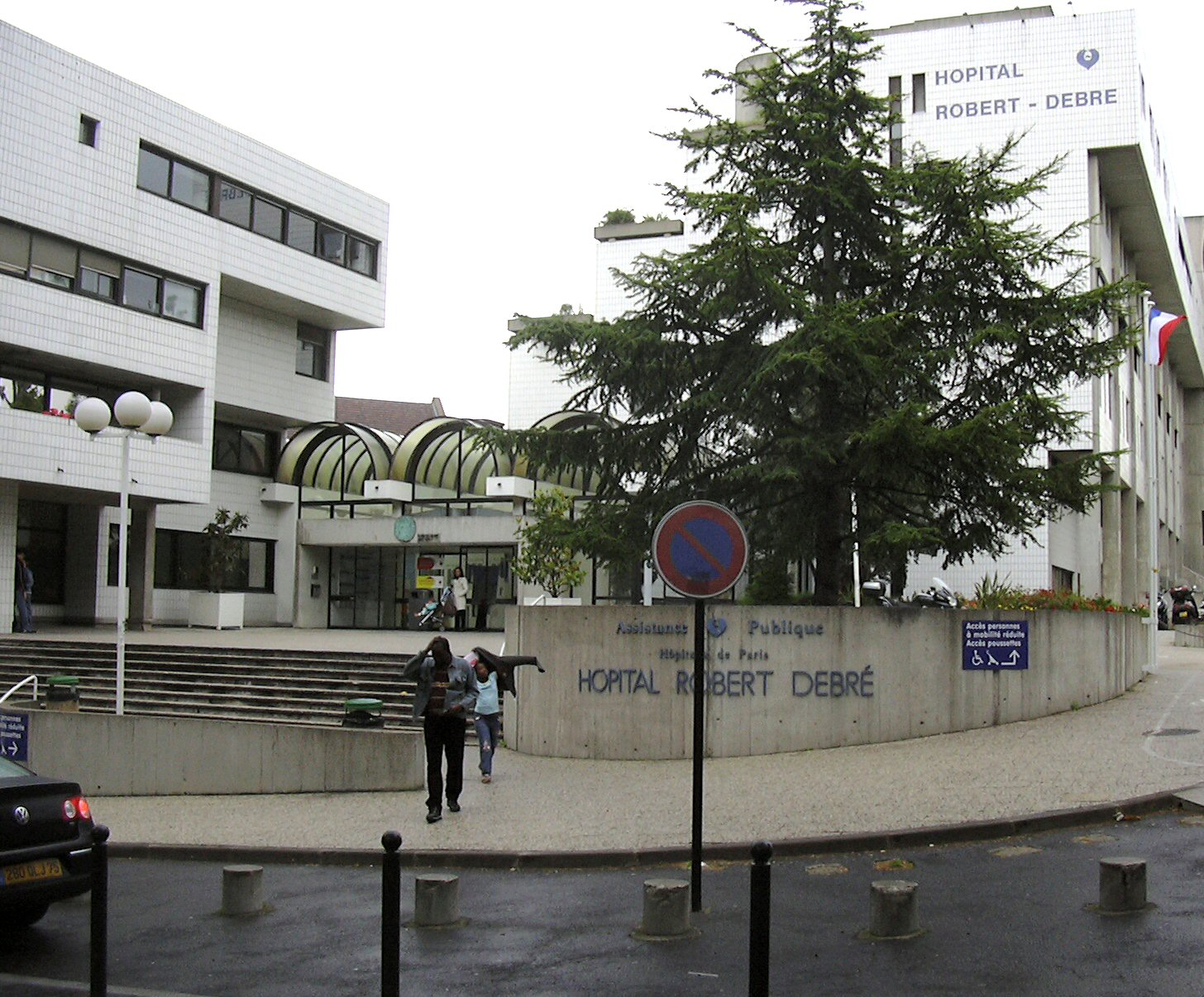
L’hôpital Robert-Debré à Paris.

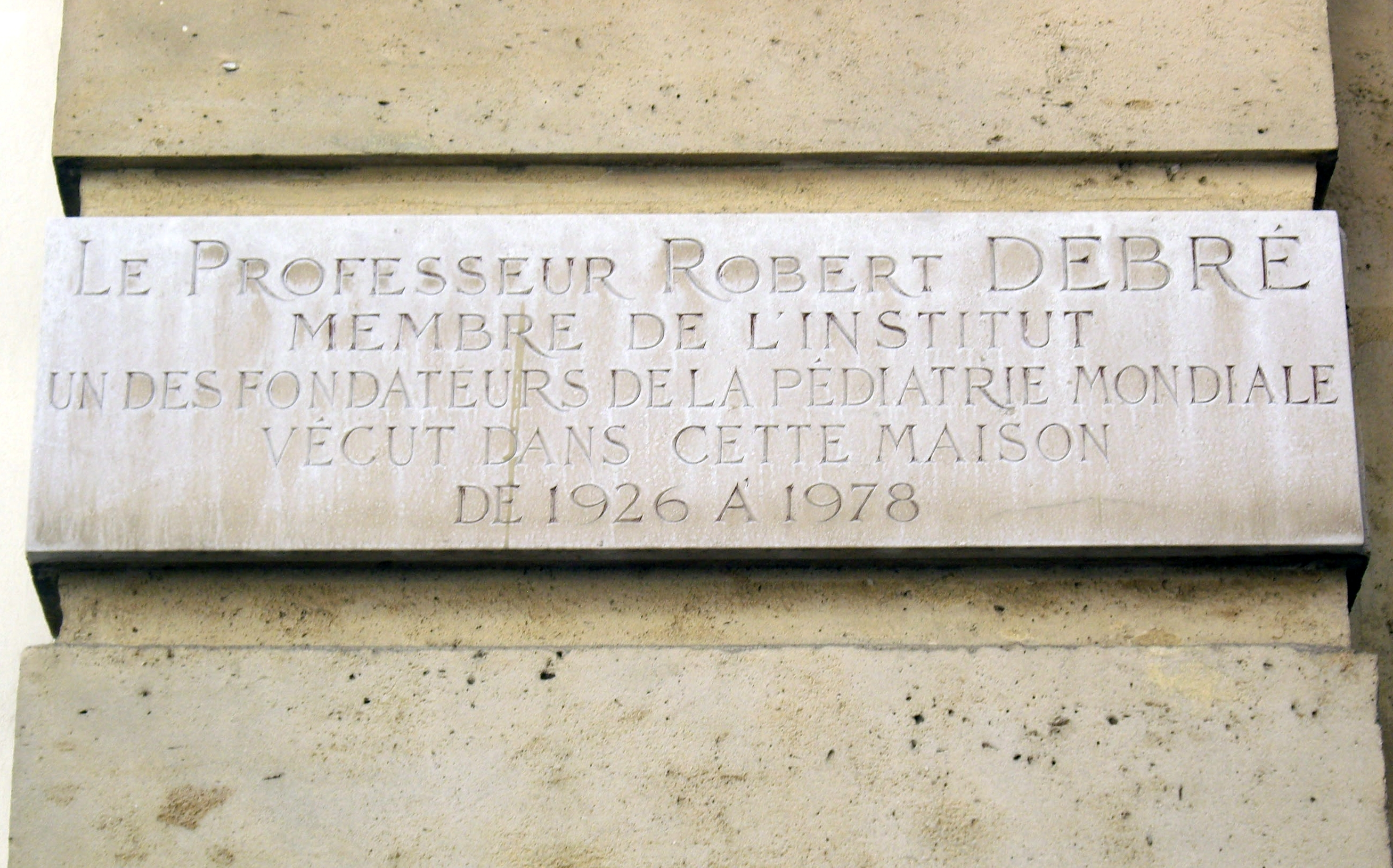
Plaque apposée au no 5 de la rue de l'Université où Robert Debré vécut de 1926 à 1978.

Robert Anselme Debré est issu d’une famille de rabbins alsaciens émigrés après la guerre franco-allemande de 1870. Son père Simon Debré (1854-1939) est écrivain, linguiste et talmudiste renommé, rabbin à Sedan de 1880 à 1888, puis grand rabbin à Neuilly-sur-Seine, et auteur d'un livre sur « l'humour judéo-alsacien ».
Ayant débuté à la Sorbonne des études de philosophie, il les abandonne après la licence pour se consacrer à la médecine.

### Les grandes étapes de sa carrière
En décembre 1906, à 24 ans, il est reçu à l'internat des hôpitaux de Paris, la première année affecté à l'hôpital Saint-Antoine, la deuxième à l'hôpital Boucicaut. Le 4 août 1908, il épouse Jeanne Debat-Ponsan, une des premières femmes internes en médecine des hôpitaux de Paris reçue la même année que lui, sœur de l'architecte Jacques Debat-Ponsan et belle-sœur du politicien André Morizet,,. Jeanne disparaîtra jeune, âgée seulement de 50 ans, le 13 septembre 1929.
En 1914, l'année de ses 32 ans, il est mobilisé comme médecin-lieutenant dans un régiment d'artillerie, où il connaît le feu, obtenant des citations, avant d'être plus tard affecté à l'arrière, au centre médical de Tours.
Sept ans plus tard, la guerre finie, il devient médecin des hôpitaux et rapidement nommé chef de service à l'hôpital Bretonneau à Paris. Dans les années 1930, devenu veuf, il tient le même poste à l'hôpital des Enfants malades, toujours à Paris, ayant clairement choisi d'être un « médecin d'enfants ».
En décembre 1940, en raison de l'occupation allemande et de la mise en application des lois antisémites, il se voit interdire de continuer à pratiquer. Sans qu'il y ait de protestations très apparentes, la solidarité des milieux universitaires et médicaux joue à plein en sa faveur pour qu'il obtienne une dérogation. Le doyen de la faculté de médecine et le secrétaire général à la Santé le tiennent discrètement informé des démarches menées en sa faveur. L'argumentation de cette dérogation met en avant son expertise, notamment sur la méningite cérébro-spinale, la rougeole, la diphtérie et la tuberculose. Un des avis, bien que favorable, note cependant que le professeur Debré est considéré comme ayant exercé une influence favorable au Front populaire au sein des milieux médicaux. Le 5 janvier 1941, le maréchal Pétain signe la dérogation, mais elle met plusieurs mois à être publiée au Journal officiel et n'est applicable que mi-juillet 1941. À la rentrée universitaire de 1941 à près de 59 ans, il est élu, à l'unanimité de ses pairs, à la chaire de clinique de médecine infantile à l’hôpital des Enfants malades. Son statut reste précaire. Proclamant à la fois sa fidélité au judaïsme et à l'État français, il croit jusqu'au printemps 1941 à un double jeu du Maréchal, mais ses illusions se dissipent. Fin 1942, accompagné de Clovis Vincent et de Louis Pasteur Vallery-Radot, il rencontre secrètement le colonel Remy, agent secret de la France libre en territoire occupé, sur la création d'un service clandestin de médecine et de chirurgie pour la Résistance intérieure française.
Il est aussi en relation avec d'autres milieux de la Résistance et fournit aux Éditions de Minuit le moyen de démarrer. Il passe par Montauban, rencontre l'évêque Théas, grâce  auquel sa mère sera abritée près de Montauban,. Son fils Michel y fabriquait déjà des fausses cartes à la mairie et organisait des abris sûrs dans les maisons religieuses, avec l’appui de Bourdeau, coadjuteur de l’évêque.
Il refuse à partir de 1943 de porter l'étoile jaune, sans disposer de dispense. Il commence également à participer aux actions médicales au sein de la Résistance intérieure, par l'entremise  du mouvement « Front national », sans adhérer pour autant au parti communiste qui pilote ce mouvement. Le groupe du Front national auquel il appartient, outre un appui médical à la Résistance, formule en 1944 des propositions de réformes hospitalo-universitaires qui seront reprises bien des années plus tard, par Gabriel Richet et Jean Dausset dans les ordonnances des 11 et 30 décembre 1958, par le gouvernement français. Robert Debré s'emploie à cacher dans sa maison de Touraine des enfants ayant échappé aux rafles. Il abrite également un atelier de fabrication de faux papiers à l’hôpital des Enfants malades. Il échappe à une arrestation, avec Frédéric Joliot-Curie et Louis Pasteur Vallery-Radot, et est contraint à la clandestinité. En août 1944, il participe à la Libération de Paris, en liaison avec le colonel Rol-Tanguy, et soigne les blessés.
De 1946 à 1964, Robert Debré est le président de l'Institut national d'hygiène, se mobilisant pour le renouveau et l'essor d'une politique d'hygiène et de santé publique en France, même si, au sein du milieu hospitalier, il est devenu l'archétype du grand mandarin.
Veuf depuis 1929, le 11 juillet 1956, dans sa soixante-quatorzième année, il épouse en secondes noces Élisabeth de La Panouse avec qui il entretenait une relation étroite au moins depuis les années de l'Occupation allemande. Sa seconde épouse est morte en 1972 à 73 ans (la biographie de celle-ci a été publiée en mars 2021 par Lorraine Colin aux éditions L’Harmattan sous le titre : De châteaux en prison, la vie d'Elisabeth de La Panouse-Debré, avec le sous-titre : Amour et résistance).
Il est enterré au cimetière de Vernou-sur-Brenne (Indre-et-Loire).

### Ses apports et sa postérité
En 1949 il crée le Centre international de l'enfance. Son nom est aussi associé à la création des centres hospitaliers universitaires (CHU) avec la réforme hospitalo-universitaire de 1958, réforme qu'il avait proposée dans les derniers mois de la Seconde Guerre mondiale,. Cette réforme consacre une double appartenance du corps médical dans ces établissements, hospitalière et universitaire, avec trois responsabilités : les soins, l’enseignement et la recherche.
Membre de l'Académie nationale de médecine dès 1933, il est élu membre de l'Académie des sciences en 1961.
Son ouvrage de pédiatrie, Traité de pathologie infantile, écrit en collaboration avec Paul Rohmer et paru en 1946 a fait autorité pour toute une génération de médecins. Il est souvent considéré comme le père de la pédiatrie française moderne, voire européenne,. Il était à la fois le collègue et l'ami des professeurs Jean Quénu, Paul Rohmer (1876-1977) et Albert Besson (1896-1965). Il a été président de l'Union française pour le sauvetage de l'enfance en 1955.
Il fit sa dernière allocution publique le 1er novembre 1976, alors âgé de près de 94 ans, à la cérémonie du centenaire de Paul Rohmer au grand amphithéâtre de la faculté de médecine de Strasbourg.

## Distinctions
- Grand-croix de la Légion d'honneur (1962)
- Croix de guerre 1914–1918
- Croix de guerre 1939–1945
- Médaille de la Résistance française avec rosette (décret du 24 avril 1946)[16]
- Commandeur de l'ordre des Palmes académiques
- Commandeur de l'ordre de Léopold

## Hommages
Son nom a été donné à :
- un hôpital dans le 19e arrondissement de Paris, l’hôpital Robert-Debré, conçu par l'architecte Pierre Riboulet,
- le CHU de Reims,
- le pôle enfant du CHU d'Angers,
- l'hôpital et IFAS/IFSI d'Amboise (Indre-et-Loire),
- et le grand amphithéâtre de la faculté de médecine et pharmacie de Poitiers.

En 1982, un timbre commémoratif de 1,60+0,40 Francs à l’effigie de Robert Debré est édité par le service philatélique de la Poste.

## Famille
Robert Debré est le père de :
- Michel Debré (1912-1996), Premier ministre du général de Gaulle et rédacteur de la constitution de la Cinquième République ;
- Claude Debré (1913-2015), médecin et épouse du chirurgien Philippe Monod-Broca (1918-2006), membre de l'Académie nationale de chirurgie
- Olivier Debré (1920-1999), artiste peintre ;

Il est notamment le grand-père de :
- Bernard Debré (1944-2020), urologue, professeur de médecine, et homme politique ;
- Jean-Louis Debré (1944-2025), magistrat, homme politique, ex-président du Conseil constitutionnel ;
- François Debré (1942-2020), journaliste ;
- Patrice Debré (1945-), immunologiste, professeur de médecine.

Il est notamment l’arrière-grand-père de :
- Constance Debré (1972-), avocate et écrivain.

Il est notamment l'oncle de :
- Laurent Schwartz (1915-2002), éminent mathématicien, un des premiers récipiendaires de la médaille Fields[N 6],[N 7],[N 8];
- Daniel Schwartz (1917-2009), professeur de médecine ;
- Bertrand Schwartz (1919-2016), ancien directeur de l’École des mines de Nancy.

Il est notamment le grand-oncle de :
- Maxime Schwartz (1940), biologiste, ancien directeur de l’Institut Pasteur;
- Yves Schwartz (1942), philosophe.

## Publications
- Des Français pour la France : le problème de la population, avec Alfred Sauvy, Gallimard, 1946.
- Traité de pathologie infantile, avec Paul Rohmer, 2 vol., 1946.
- Pédiatrie, avec Marcel Lelong, Stéphane Thieffry et Jean Rivron, 2 vol., Flammarion, 1960.
- Henri Le Savoureux. La Vallée aux Loups et la Société Chateaubriand, dans La revue de Paris, p. 158-170. octobre 1961.
- L'Honneur de vivre, autobiographie, Hermann et Stock, 1974.
- Ce que je crois, Grasset, 1976.
- Venir au monde. La vie cachée de la fécondation à la naissance. Fayard, 1976.